# Theretra tenebrosa
Theretra tenebrosa är en fjärilsart som beskrevs av Moore 1882. Theretra tenebrosa ingår i släktet Theretra och familjen svärmare. Inga underarter finns listade i Catalogue of Life.